# Optiplaza
Optiplaza S.R.L. este o companie cu capital românesc, înființată în anul 2003. Sediul companiei este în Brașov, România.
Optiplaza operează o rețea de magazine de ochelari și optică medicală din România.
Primul magazin Optiplaza a fost deschis în anul 2003 în centrul comercial Plaza România.
În iulie 2007 compania deținea o rețea de 8 magazine,
iar în ianuarie 2009 rețeaua ajunsese la 16 magazine.
În septembrie 2015 rețeaua consta în 19 magazine proprii operate sub numele Optiplaza, 14 magazine sub numele Plusoptic și 6 magazine sub numele Optica Express. În anul 2016, Optiplaza a început un proces de rebranding al magazinelor Plusoptic, acestea urmând să fie transformate în magazine Optica Express - Optiplaza. 
Optiplaza este deținută de AMC S.R.L. (firmă românească de distribuție de produse optice) și de Paul Licșor. Directorul general al companiei Optiplaza este din anul 2009 Nicolae Jurca.
În anul 2014 Optiplaza a avut o cifră de afaceri de 30,3 milioane lei iar in anul 2015 de 35,2 milioane lei.